# Nephodia rotundata
Nephodia rotundata är en fjärilsart som beskrevs av Paul Dognin 1904. Nephodia rotundata ingår i släktet Nephodia och familjen mätare. Inga underarter finns listade i Catalogue of Life.